# Pachythone gigas
Pachythone gigas is een vlindersoort uit de familie van de prachtvlinders (Riodinidae), onderfamilie Riodininae.
Pachythone gigas werd in 1878 beschreven door Godman & Salvin.